# Angel Vojvoda
Angel Vojvoda (Bulgaars: Ангел войвода Angel Voyvoda; Turks: Kumburlar) is een dorp in het zuiden van Bulgarije. Het dorp is gelegen in de gemeente Mineralni Bani, oblast Chaskovo. Het dorp ligt hemelsbreed op 25 km afstand van de regionale hoofdstad Chaskovo en 188 kilometer ten zuidoosten van de nationale hoofdstad Sofia. 

## Bevolking
Op 31 december 2019 telde het dorp 28 inwoners, een drastische daling vergeleken met het maximum van 486 personen in 1946. In het dorp wonen uitsluitend etnische Turken. De Turkse naam van het dorp is Kumburlar (Кумбурлар).
|  |

| Etnische samenstelling van de respondenten (2011) | Etnische samenstelling van de respondenten (2011) | Etnische samenstelling van de respondenten (2011) | Etnische samenstelling van de respondenten (2011) | Etnische samenstelling van de respondenten (2011) |
| ------------------------------------------------- | ------------------------------------------------- | ------------------------------------------------- | ------------------------------------------------- | ------------------------------------------------- |
|                                                   |                                                   |                                                   |                                                   |                                                   |
| Bulgaren                                          | Bulgaren                                          |                                                   | 0,0%                                              | 0,0%                                              |
| Turken                                            | Turken                                            |                                                   | 100,0%                                            | 100,0%                                            |
| Roma                                              | Roma                                              |                                                   | 0,0%                                              | 0,0%                                              |
| Anders/Onbekend                                   | Anders/Onbekend                                   |                                                   | 0,0%                                              | 0,0%                                              |

## Afbeeldingen

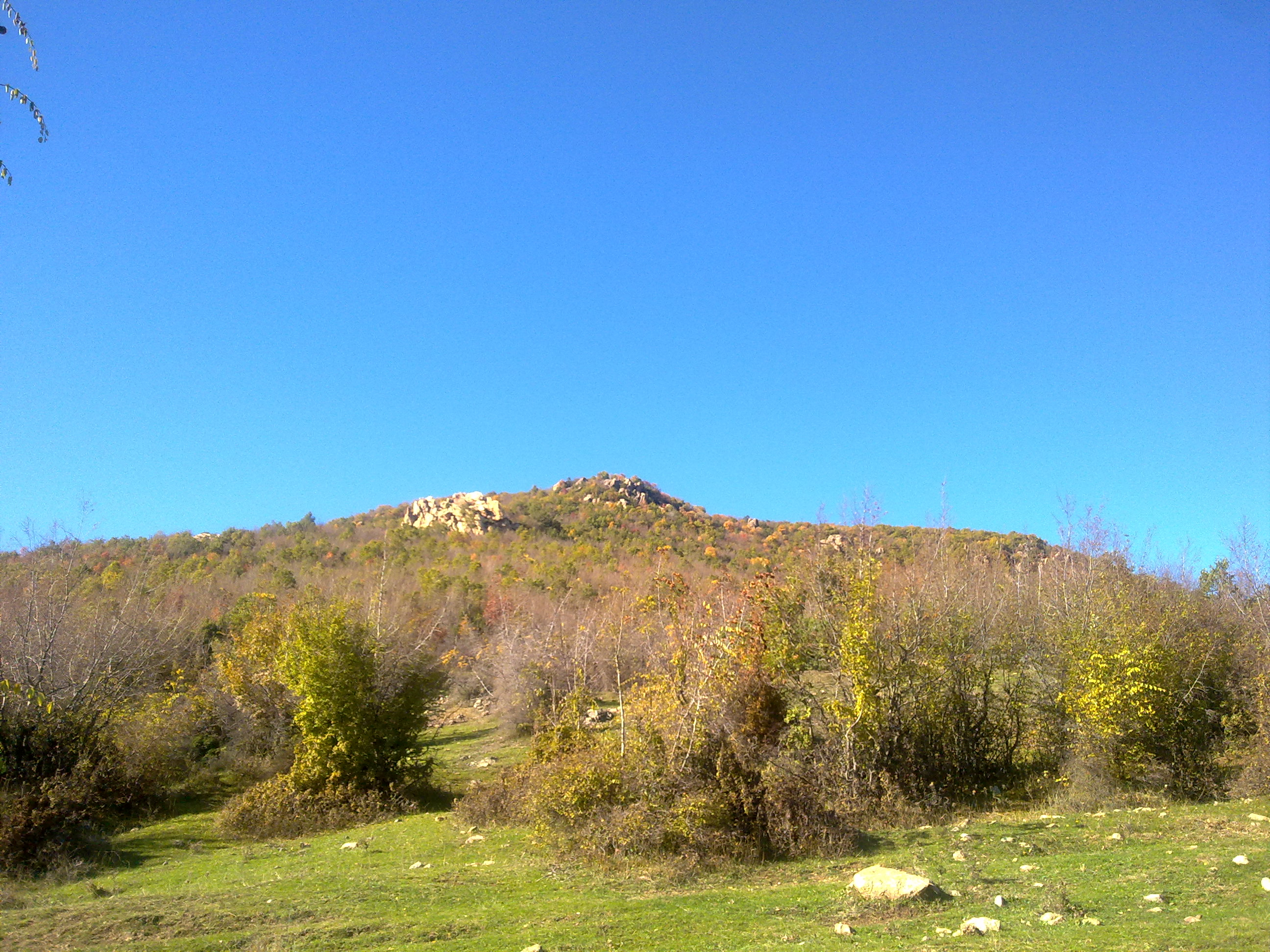
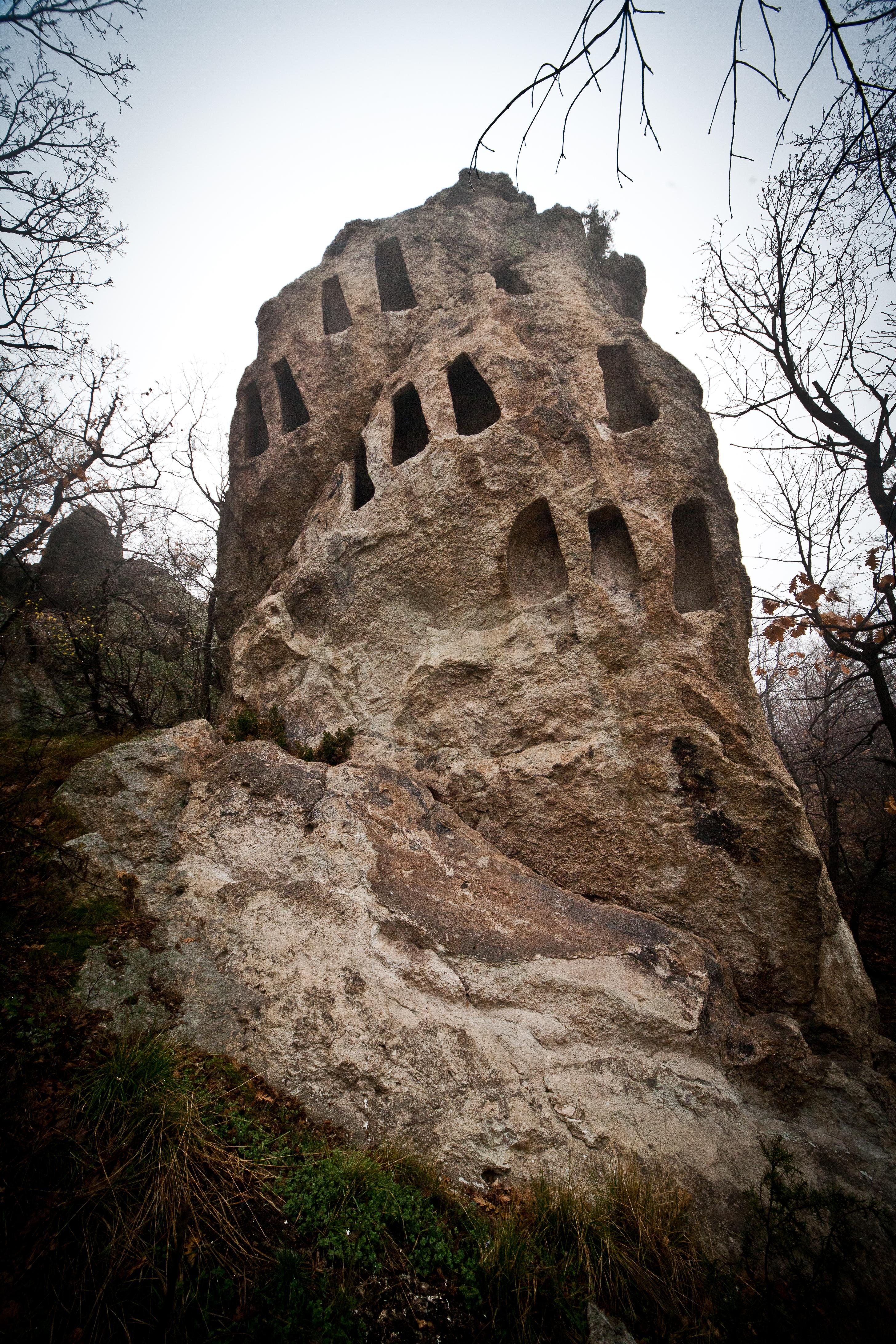
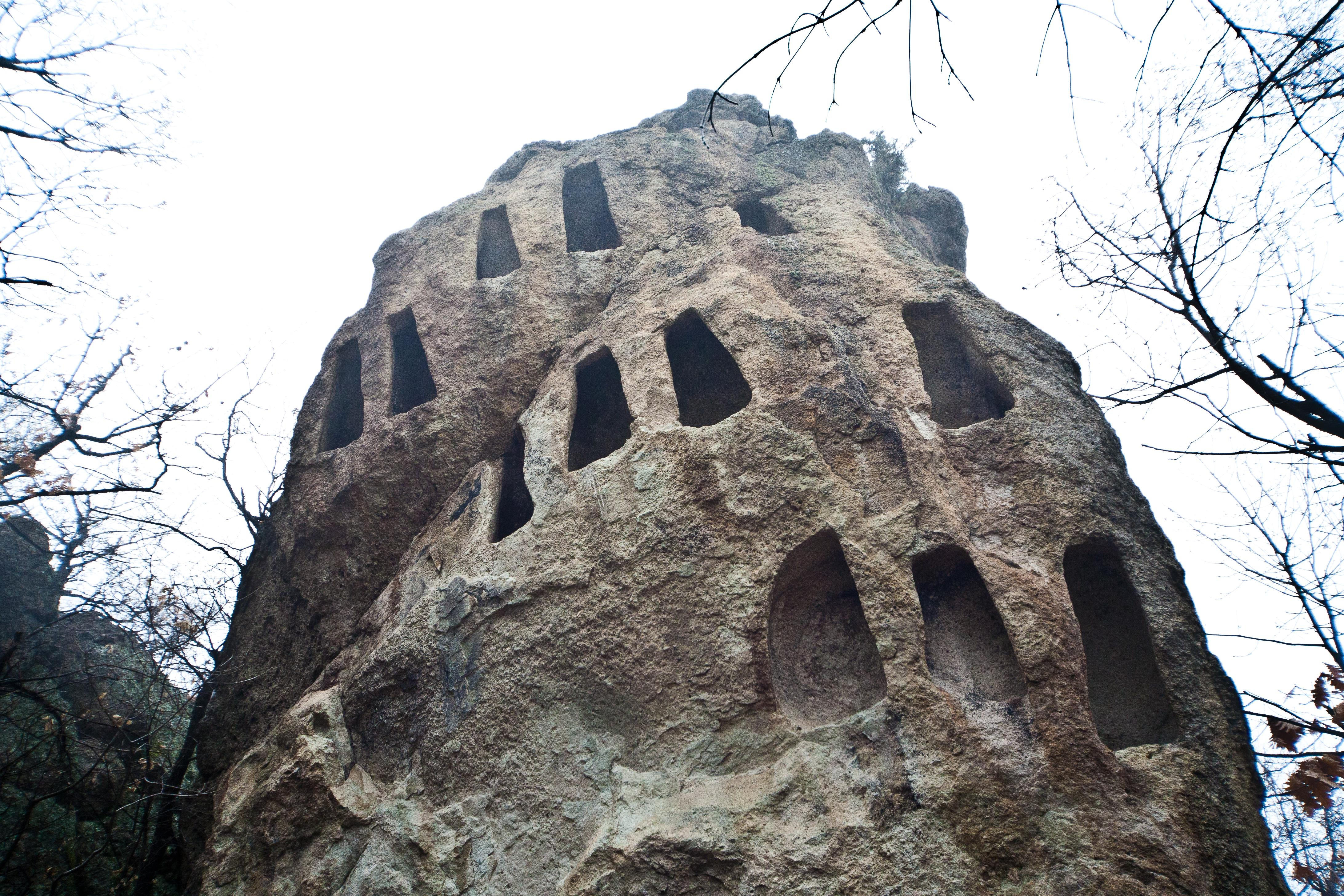
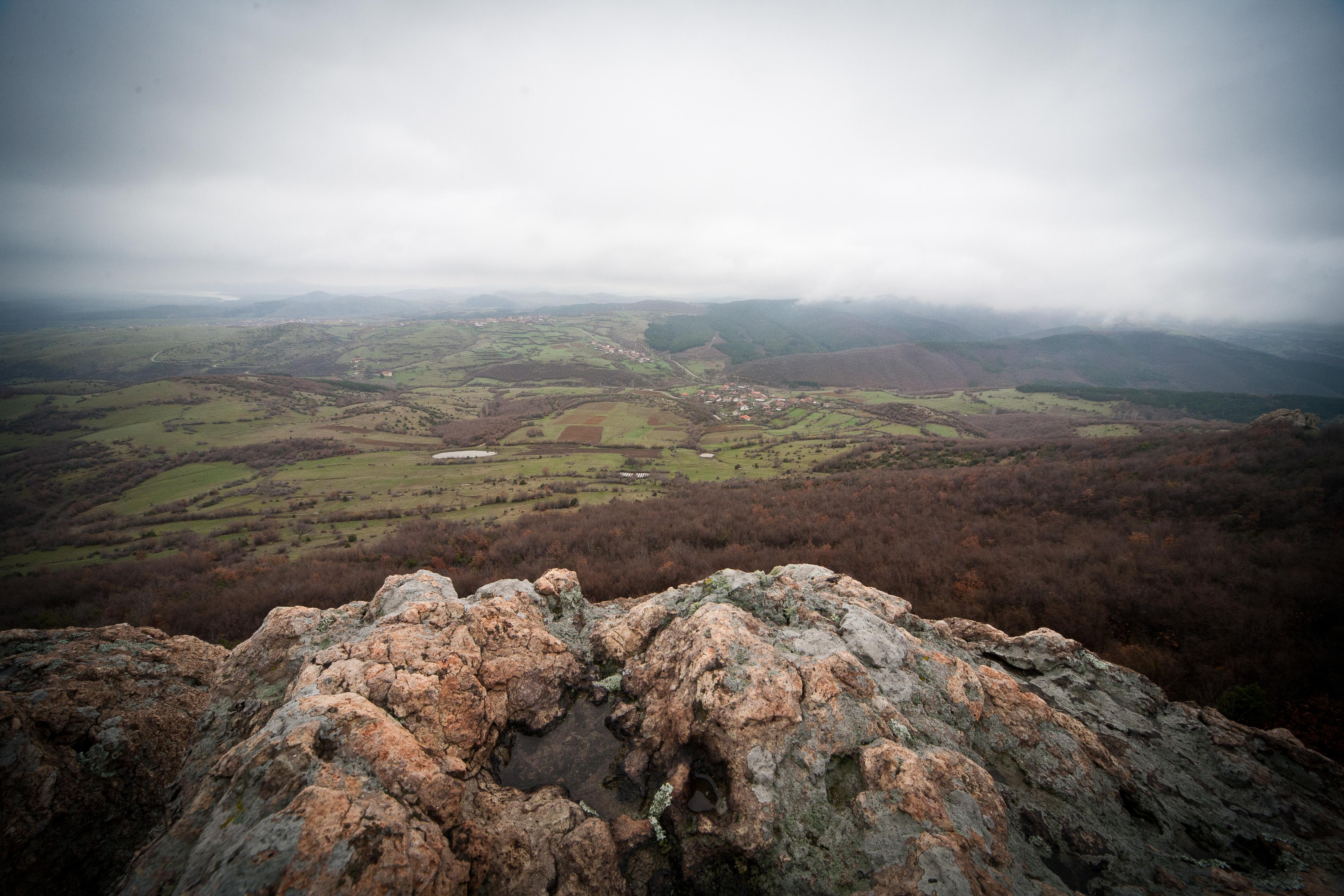
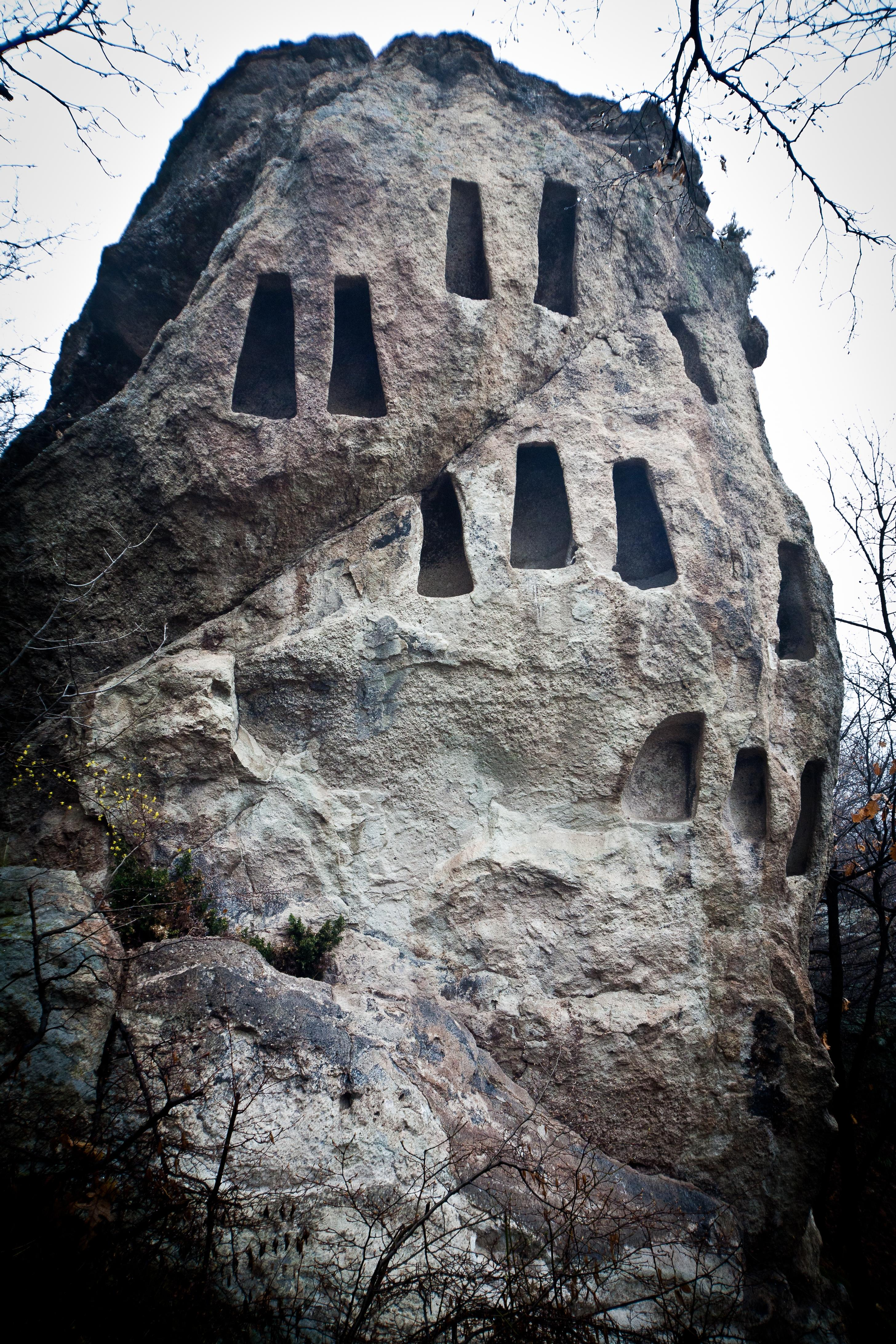